# 白氏鰓口文昌魚
白氏鰓口文昌魚（学名：Branchiostoma belcheri），又名廈門文昌魚，为文昌魚科文昌魚屬下的一个种。現中國政府已列為二級保育類動物。全身呈白色半透明且扁，頭尾皆尖，脊索貫穿頭尾。口幾乎位於中線上，圍鰓腔封閉，身體兩側都有鰓裂及生殖腺，腹側對稱且沿腹側直達圍鰓腔孔後，不與腹鰭相連。棲息於溫暖淺海域的底砂中，僅露出頭部以濾食。廈門的閩江口過去盛產為經濟性食用魚種，但因過度捕撈、棲地破壞、污染，資源量已銳減，現中國政府已列為二級保育類動物。
廣泛分布於東亞海域，從日本南部沿著中國海岸線，經台灣（含金門、馬祖）、菲律賓群島、東印度群島、印度、新加坡、泰國、香港，往東南到澳洲北部，以及位於印度洋西部的馬達加斯加、非洲東南部。台灣在2000年則在首次於北部的海底採獲。